# Pehr Johan Gylich
Pehr Johan Gylich, född 1786 i Borås, död 1875 i Åbo, var en finländsk officer och arkitekt.
År 1812 flyttade Gylich till Åbo, där han var stadsarkitekt från 1829 till 1859. 

## Byggnadsverk
- Gamla Rådhuset, Åbo (1829)
- Sirkkala kasern, Åbo (1834)
- Mustiala lantbruksinstitut, Tammela (1838)
- Åbo Svenska Teater (med C.L. Engel, 1839)
- Kikois kyrka, Kikois (1851)
- Tyrvis kyrka, Tyrvis (1855)
- Biskop Henriks kapell, Kumo (1857)
- Mouhijärvi kyrka, Mouhijärvi (1858)

## Bilder

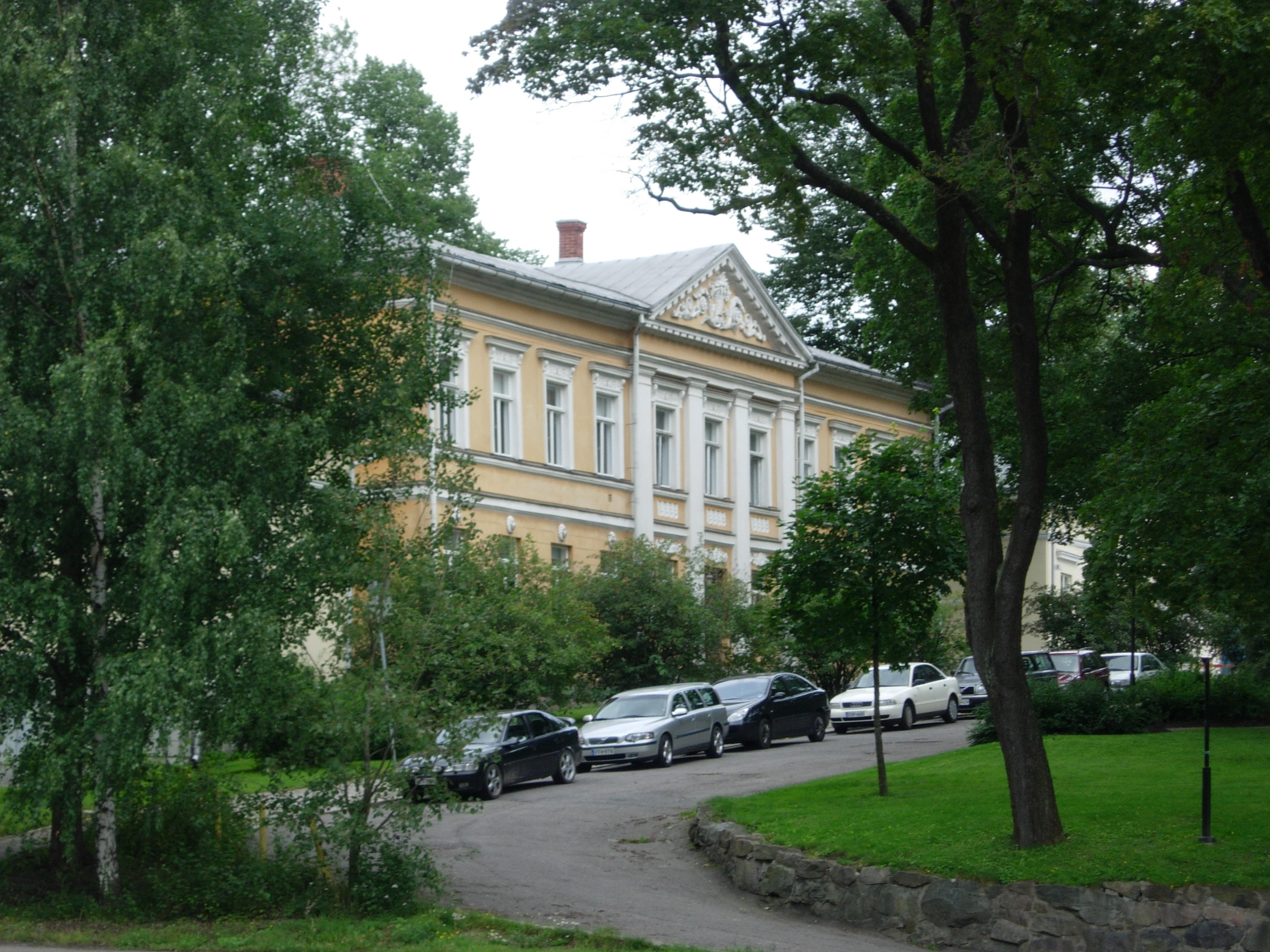
Domvillan (1831) på Gezeliusgatan i Åbo.
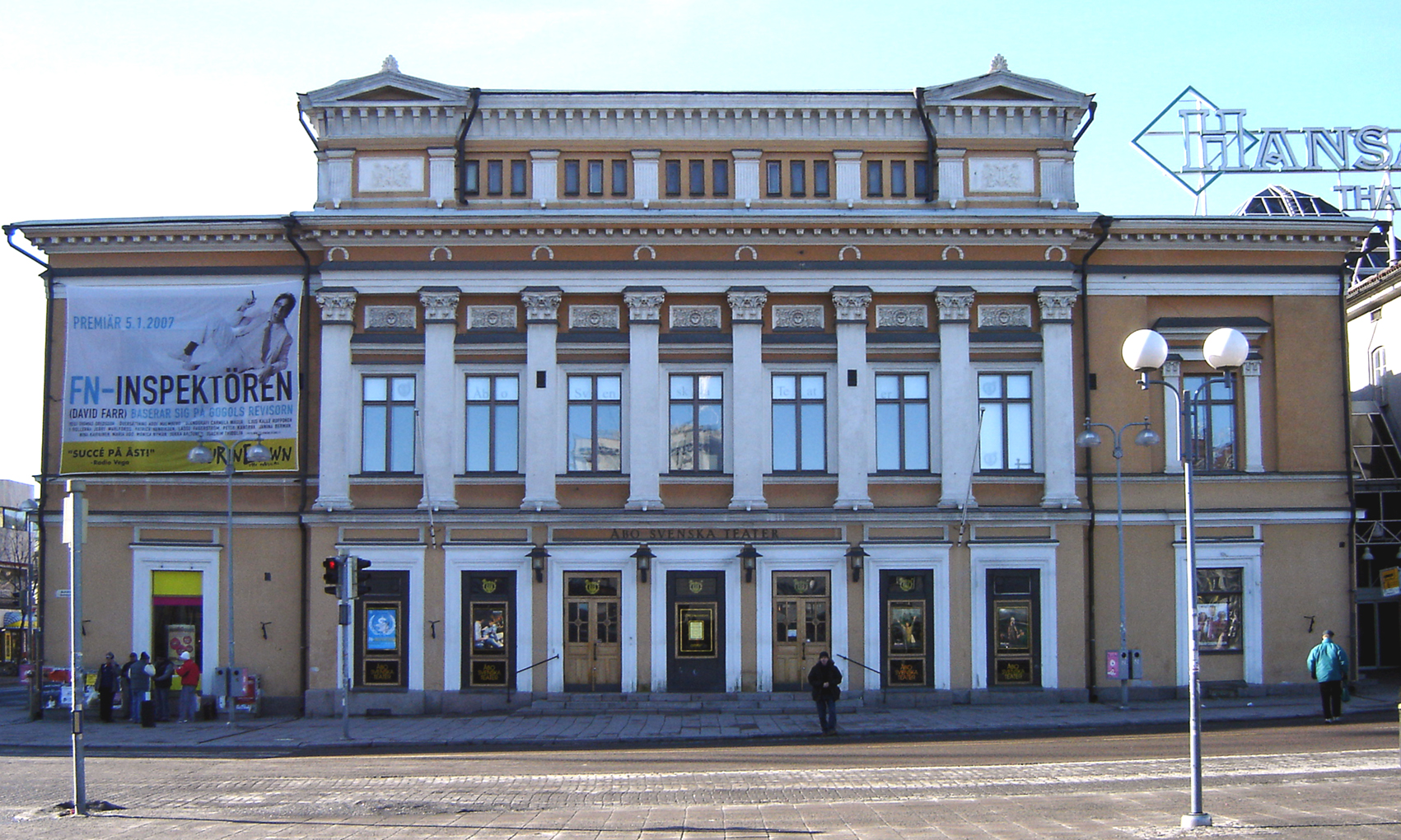
Åbo Svenska Teater
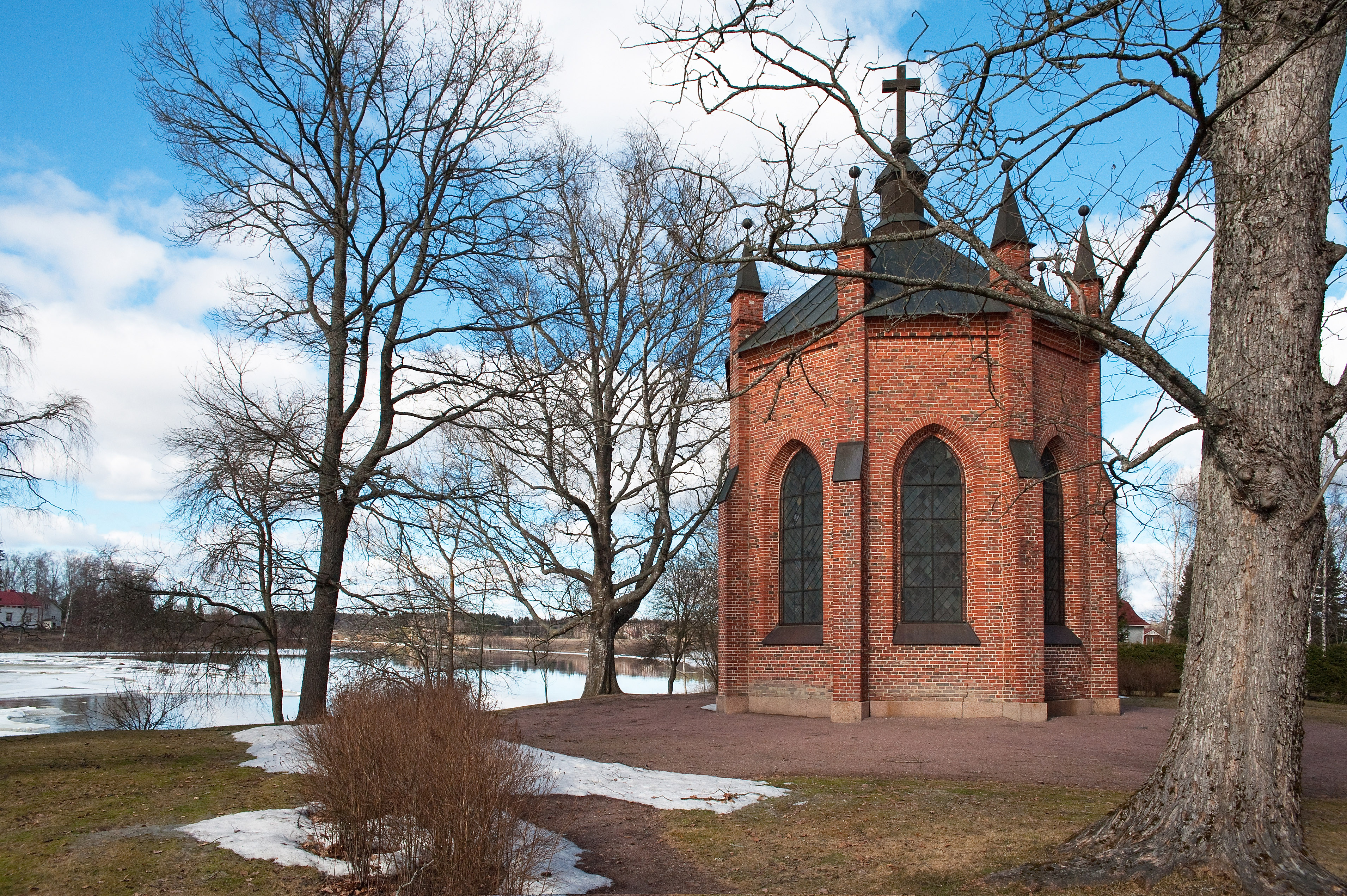
Biskop Henriks kapell
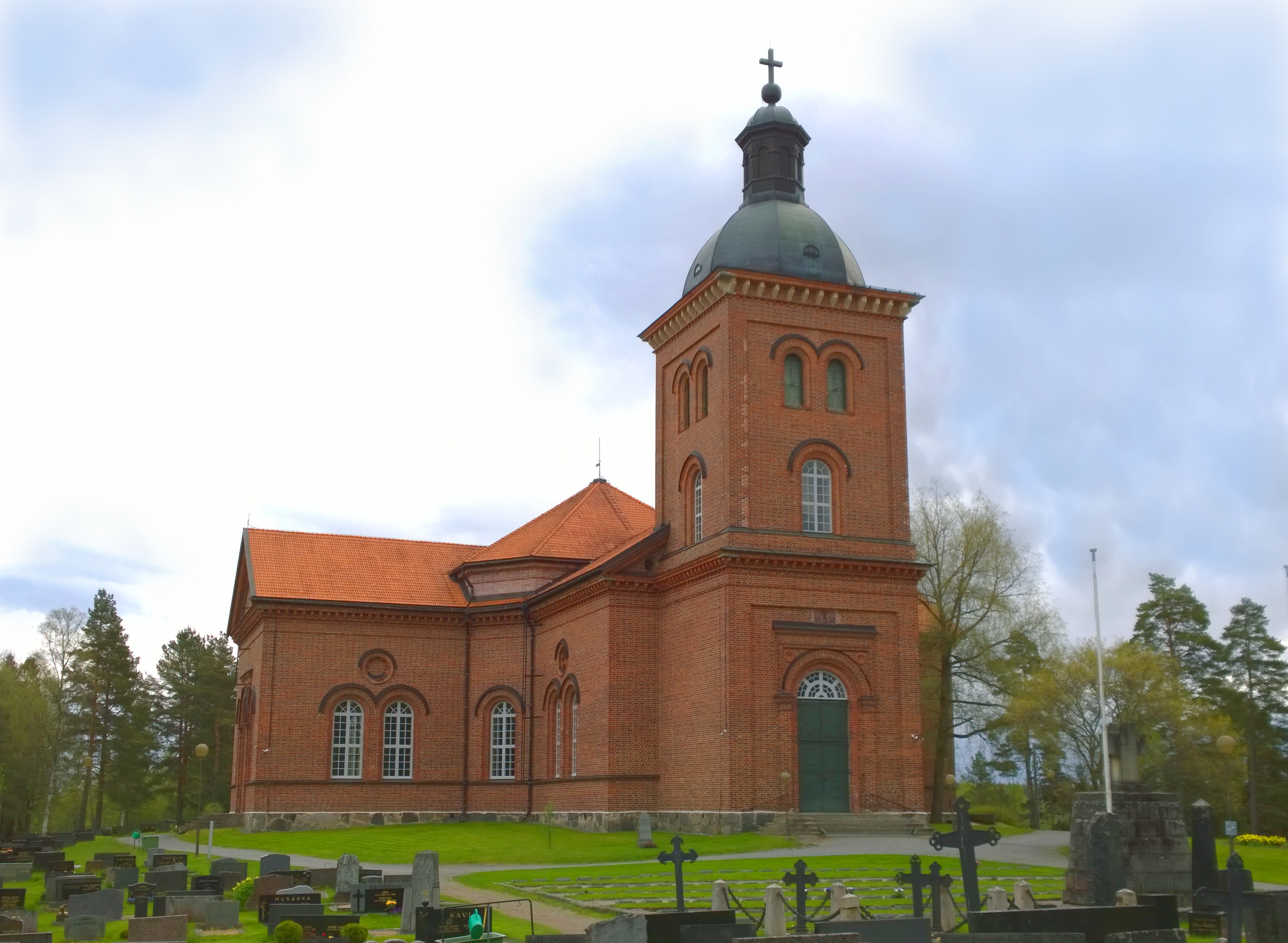
Mouhijärvi kyrka,

## Utmärkelser
- Sankt Stanislausorden, tredje klass,  1834[1]
- Sankt Annas orden, tredje klass,  1855[1]

[Redigera Wikidata]